# Talsperre Potrerillos
Die Talsperre Potrerillos (spanisch Represa Potrerillos bzw. Dique Potrerillos) ist eine Talsperre mit Wasserkraftwerk in der Provinz Mendoza, Argentinien. Sie staut den Río Mendoza zu einem Stausee auf. Die Talsperre und das zugehörige Kraftwerk Cacheuta (span. Central hidroléctrica Cacheuta) werden auch als Wasserkraftwerkskomplex Potrerillos – Cacheuta (span. Complejo hidroeléctrico Potrerillos – Cacheuta) bezeichnet.
Die Talsperre dient dem Hochwasserschutz und der Stromerzeugung. Mit ihrem Bau wurde im Januar 1999 begonnen. Sie wurde 2003 fertiggestellt. Die Talsperre und das Wasserkraftwerk sind in Staatsbesitz (Provincia de Mendoza). Die Konzession für den Betrieb wurde der CEMMPSA im Dezember 1997 übertragen.

## Absperrbauwerk
Das Absperrbauwerk ist ein CFR-Damm mit einer Höhe von 116 m über dem Flussbett. Die Dammkrone liegt auf einer Höhe von 1386,3 m über dem Meeresspiegel. Die Länge der Dammkrone beträgt 450 (bzw. 480) m, ihre Breite an der Krone 11,1 m. Das Volumen des Absperrbauwerks liegt bei 6,3 Mio. m³.
Der Staudamm verfügt sowohl über eine Hochwasserentlastung (Typ Überfalltrichter) als auch über einen Grundablass. Über die Hochwasserentlastung können maximal 1800 (bzw. 2200) m³/s abgeleitet werden, über den Grundablass maximal 350,4 m³/s.

## Stausee
Das normale Stauziel liegt zwischen 1342,3 und 1377,3 m. Bei einem Stauziel von 1377,3 m erstreckt sich der Stausee über eine Fläche von rund 13,95 km² und fasst 451,46 Mio. m³ Wasser. Das maximale Stauziel beträgt 1381,3 m.

## Kraftwerk
Das Maschinenhaus des Kraftwerks befindet sich ungefähr 4 km von der Talsperre entfernt in der Ortschaft Cacheuta auf dem linken Flussufer. Die installierte Leistung beträgt 122,8 (bzw. maximal 126,4) MW. Die durchschnittliche Jahreserzeugung wird mit 520 Mio. kWh angegeben.
Die 4 Francis-Turbinen leisten jeweils maximal 30,7 (bzw. 31,6) MW und die zugehörigen Generatoren jeweils 39,2 MVA. Die Nenndrehzahl der Turbinen beträgt 500 min−1. Die Fallhöhe liegt zwischen 120 und 175 m. Der Durchfluss beträgt 20 m³/s (maximal 80, minimal 16 m³/s).
Nachdem das Wasser die Turbinen des Kraftwerks passiert hat, wird es zunächst durch einen Tunnel und danach durch einen Kanal zum rund 7 km entfernten Kraftwerk Alvarez Condarco weitergeleitet.